# Antico Stabilimento Balneare di Mondello
L'Antico Stabilimento Balneare, anche noto come Charleston, è un edificio in stile Liberty situato a Mondello, località balneare a nord di Palermo, in Sicilia. Unico nel suo genere, rappresenta una delle opere Liberty più belle d'Europa e uno degli elementi caratterizzanti del celebre panorama del golfo di Mondello.

## Storia
Il luogo scelto per realizzare la struttura, il lungomare di Mondello, era una palude malarica, con una spiaggia frequentata soltanto dai pescatori, che era stata bonificata nell'ultimo decennio dell'ottocento. Subito dopo l'intervento di bonifica, l'ingegnere milanese Luigi Scaglia, giunto a Palermo nel 1906 per seguire la Targa Florio, si innamorò di Mondello, e vedendo in esso qualcosa di ben più importante dei primi, precari, stabilimenti balneari estivi costruiti in legno, presentò al Comune di Palermo i suoi progetti (linee tranviarie che avrebbero collegato la città a Mondello, un quartiere residenziale di villini ed uno stabilimento balneare permanente), accompagnati da una nota, in cui entusiasticamente scrisse: 
(Luigi Scaglia)

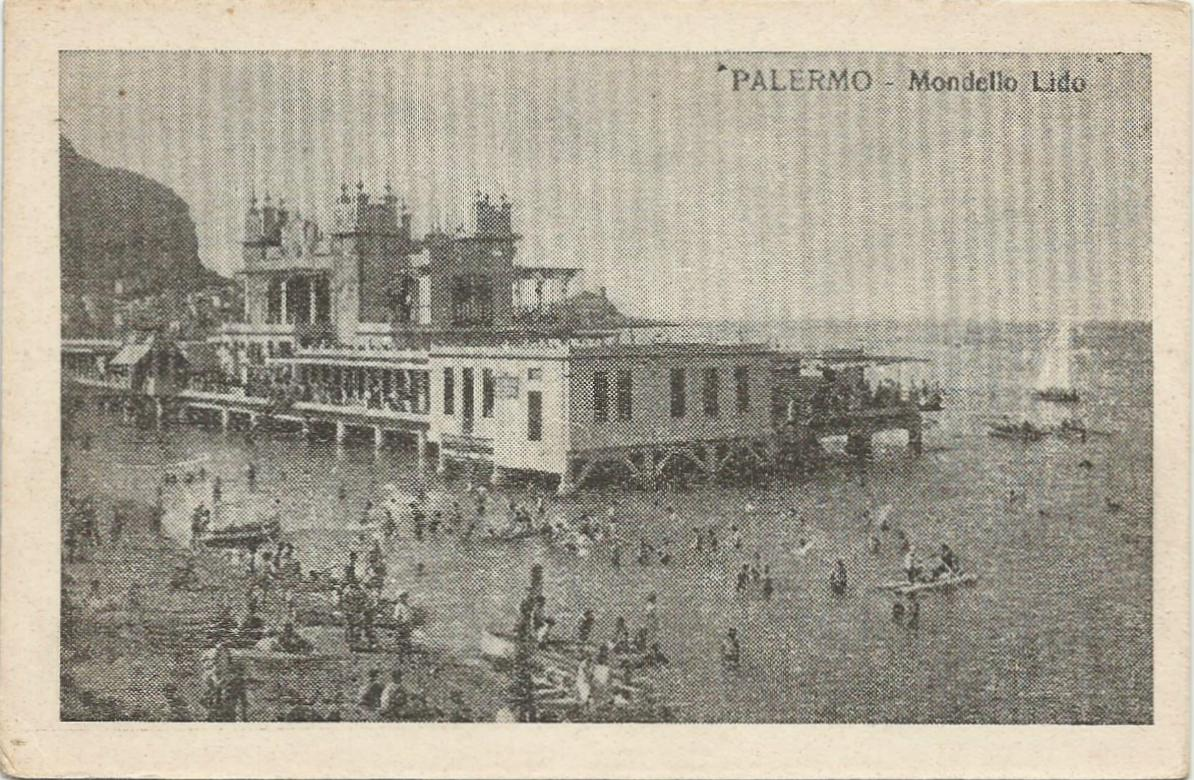
Lo stabilimento negli anni 1940.

Contrariamente alle aspettative, l’amministrazione comunale, il 28 dicembre 1910, affidò la concessione per lo sfruttamento della zona costiera alla società belga "Les Tramways de Palerme" (oggi conosciuta come "Mondello Immobiliare Italo Belga S.A."), che realizzò una linea tranviaria che collegava il borgo di Mondello a Palermo, dotando l'area di rete elettrica e ponendo la basi per la costruzione di uno stabilimento balneare. Il progetto dello stabilimento, costituito da una struttura a palafitta protesa sul mare, caratterizzato da originali decorazioni policrome, arricchito da torrette e guglie, si tramanda fosse originariamente destinato ad un analogo edificio per la città belga di Ostenda. Fino agli ultimi anni, Il progetto dell'opera è stato attribuito a Rudolf Stualker, un presunto architetto o ingegnere, di nazionalità belga o austriaca, di cui non si hanno informazioni, né biografiche, né sulle sue altre opere. Nel 2020 una ricerca ha chiarito come il nome "Rudolf Stualker" derivi da una deformazione del nome di Rodolfo Stoelcker, un ingegnere strutturale italo-tedesco. Stoelcker molto probabilmente progettò o collaborò alla realizzazione delle fondazioni e delle altre strutture in calcestruzzo armato dello stabilimento. Ciò lascia aperta la questione dell'identità dell'autore del progetto architettonico dello stabilimento. Le fondazioni dell'edificio che poggiano su piloni di cemento sono state tra le prime e rilevanti opere in calcestruzzo armato realizzate a Palermo. La costruzione fu eseguita dall'impresa di Salvatore Rutelli, appartenente alla stessa famiglia dello scultore Mario Rutelli, insieme alla società Ferrobeton, che curò la realizzazione delle opere in calcestruzzo. Gli arredi interni furono invece progettati da Ernesto Basile e realizzati dalla fabbrica di Vittorio Ducrot. 
A partire dalla sua inaugurazione nel 1913, lo stabilimento divenne un ritrovo molto popolare in città noto anche internazionalmente, tuttavia durante la seconda guerra mondiale la struttura fu occupata prima dall'esercito italiano, poi da quello tedesco e, in seguito, da quello alleato, subendo la perdita degli arredi e delle suppellettili originali.
Alla fine degli anni 1960, l'interno dello stabilimento fu sede del ristorante Charleston, precedentemente situato nel centro storico di Palermo; mentre trent'anni dopo, quindi negli anni 1990 la struttura subì un intervento di ristrutturazione sotto la direzione dell'ingegnere Umberto Di Cristina mirato a ripristinare il carattere originario della struttura e delle sue decorazioni policrome, che si era via via perso negli anni che seguirono l'ultimo conflitto mondiale.